# Semion Timochenko
Pour les articles homonymes, voir Timochenko.
Semion Konstantinovitch Timochenko (en russe : Семён Константинович Тимошенко ; 18 février 1895 – 31 mars 1970) est un militaire soviétique, maréchal de l'Union soviétique.

## Biographie
Semion Timochenko nait à Fourmanivka (en), près d'Odessa, dans le gouvernement de Bessarabie (actuellement dans le Sud de l'Ukraine). Fils d'un paysan, il est recruté dans l'armée impériale russe en 1915 et sert comme cavalier sur le front pendant la Première Guerre mondiale. Lorsqu'éclate la Révolution russe en 1917, il se range du côté des révolutionnaires, rejoignant l'Armée rouge, en 1918, et le PCUS, en 1919.
Pendant la guerre civile, Timochenko se bat sur de nombreux fronts. Sa plus grande victoire a lieu à Tsaritsyne (renommée plus tard Stalingrad), où il rencontre Joseph Staline et sympathise avec lui. La prise de contrôle du Parti communiste par Staline, à partir de la fin de l'année 1927, lui assure une promotion rapide. En 1927 – 1928, Timochenko sert sous les ordres du général Semion Boudienny dans la 1re division de cavalerie.
Il commande les troupes soviétiques pendant la guerre d'Hiver contre la Finlande (1939 – 1940). Il est récompensé de sa victoire par le grade de maréchal de l'Union soviétique et succède à Kliment Vorochilov comme commissaire du peuple à la Défense, en mai 1940, poste qu'il accepte sans enthousiasme, même s'il a la confiance de Staline. Il tente de dynamiser l'organisme malade qu'est l'Armée rouge. Le 1er mai 1941, il accueille la délégation allemande au défilé sur la place rouge. L'opération Barbarossa mettra fin à la collaboration entre l'Allemagne Nazie et l'Union soviétique.
Nommé chef du front de l'Ouest au début de juillet 1941, il est le responsable de la contre-offensive soviétique victorieuse de Smolensk. Il retarde ainsi l'offensive allemande sur Moscou. Il s'échappe en septembre 1941 du piège mortel de Kiev, remplace en novembre le maréchal Boudienny au commandement du front du Sud et reprend Rostov-sur-le-Don.
En 1942, il dirige le front sud-ouest, où il connait un cuisant revers lors de la deuxième bataille de Kharkov en tentant de s'emparer de la ville par une attaque en tenaille ; le front ne se stabilise qu'à Stalingrad et le maréchal ne joue plus qu'un rôle mineur dans l'armée à la suite de cet échec.
Timochenko commande dans le Caucase (1943) et en Bessarabie (1944). Il est responsable de la région militaire de l’Oural (1945 – 1949), puis de Biélorussie (1949 – 1960). Entre 1949 et 1960, Timochenko est membre du Comité central et du Politburo du Parti communiste de la Biélorussie. En 1952, il est membre suppléant du Comité central du Parti communiste de l'Union soviétique.
Après sa retraite en 1960, Timochenko préside le comité d'État des anciens combattants.
Le maréchal Semion Konstantinovitch Timochenko décède à Moscou d'un cancer du pancréas, le 31 mars 1970, à l'âge de 75 ans après avoir reçu, quelques heures avant sa mort, l'ordre de Lénine des mains d'un des vice-présidents du Soviet suprême.

## Vie privée et personnalité
Dans son récit La Trêve, le futur écrivain italien Primo Levi, de retour d'Auschwitz, stationné durant l'été 1945 dans le camp dénommé « La maison rouge » près de Staryje Doroghi, assiste à la visite du maréchal Timochenko venu leur annoncer en personne le retour au pays. Il arriva dans une minuscule Fiat topolino

« rouillée et en piètre état, aux ressort pitoyablement déformés... Il en sortit à grand-peine un extraordinaire personnage... l'homme était littéralement plus gros que la voiture et on ne comprenait pas comment il avait pu tenir dedans... Ses dimensions respectables furent ultérieurement accrues et soulignées : il tira de la voiture un objet noir et le déroula. C'était une cape qui pendait jusqu'à terre et commençait par deux épaulettes de bois rigides. D'un geste désinvolte qui trahissait une grande habitude, il la fit tournoyer et la fixa sur son dos, si bien que de ronde, sa silhouette devint anguleuse. Vu de dos, c'était un monumental rectangle noir d'un mètre sur deux qui avançait avec une majestueuse raideur en direction de la Maison rouge, au milieu d'une haie de gens perplexes qu'il dépassait d'une bonne tête. Comment allait-il passer la porte, large comme il était ? Mais il replia en arrière ses épaulettes comme deux ailes et entra. »